# Cantonul Cesson-Sévigné
Cantonul Cesson-Sévigné este un canton din arondismentul Rennes, departamentul Ille-et-Vilaine, regiunea Bretania, Franța.

## Comune
- Acigné
- Cesson-Sévigné (reședință)